# Anders Linderoth
Anders Linderoth, född 21 mars 1950 i Näsby, Kristianstad, är en svensk före detta fotbollsspelare och numera fotbollstränare. Han tilldelades Guldbollen 1976. Från december 2015 till 2017 var han huvudtränare för Lörby IF.
Han är far till Tobias Linderoth.

## Spelarkarriär
Anders Linderoth började spela fotboll i Näsby IF som femåring 1955. Han spelade som junior även för Stattena IF.
Linderoth började sin seniorkarriär i Stattena IF 1967, men värvades följande år till den allsvenska grannklubben Hälsingborgs IF. Linderoth debuterade för klubben i Allsvenskan. Efter tre säsonger skrev han på för Östers IF, där hans genombrott kom. Linderoth gjorde det enda målet i finalen av Svenska cupen 1976/1977, där Öster besegrade Hammarby IF med 1–0. Han etablerade sig i landslaget och tilldelades Guldbollen under sin tid i Öster. 1977 blev Linderoth proffs i franska Olympique de Marseille. Elitkarriären avslutades senare i Mjällby AIF innan han rundade av som spelande tränare i moderklubben Näsby IF.

## Tränarkarriär
Efter spelarkarriären har Linderoth verkat som tränare. Han började som spelande tränare i moderklubben Näsby IF under åren 1982–1984. Efter att Göran Bogren tvingats lämna tränarjobbet i Mjällby AIF 1985, valde klubben att plocka in Linderoth som huvudtränare. Därefter blev han tränare för IFK Hässleholm.
Efter några år i Hässleholm tog Linderoth över som tränare i IF Elfsborg. Han var tränare för ett talangfullt lag med bland annat Anders Svensson, Fredrik Berglund och sonen Tobias Linderoth, som under hans andra år lyckades bli uppflyttat till Allsvenskan 1997. Under den allsvenska säsongen slutade Elfsborg sjua och därefter gick Linderoth till norska Stabæk. Under första säsongen i Stabæk vann klubben sitt första cupguld och lyckades nå sin bästa tabellplacering dittills (en tredje plats). Klubben slutade därefter på en femte plats två år i rad. Efter en förlust mot SK Brann med 8–1 i maj 2001 valde Linderoth att avgå som tränare.
Till säsongen 2002 blev Linderoth huvudtränare för Hammarby IF, som ersättare till Sören Cratz. Klubben slutade på en nionde plats under Linderoths första år. Andra säsongen gick bättre för Linderoths lagbygge som slutade på en andra plats bakom rivalen Djurgården. Under säsongen 2004 slutade klubben på en sjätte plats samtidigt som de blev utslagna av spanska Villareal i den första omgången av Uefacupen 2004/2005. Säsongen 2005 slutade Hammarby på en fjärde plats i Allsvenskan. 2006 blev Linderoths sista säsong i Hammarby och laget slutade på en tredje plats.
Linderoth tränade senare danska Viborg FF under 2007 och därefter Landskrona BoIS under två år. Den 13 februari 2010 blev Linderoth scout/ungdomstränare för Mjällby AIF. Den 21 juli 2014 presenterades han som huvudtränare för Mjällby efter att Lars Jacobsson fått sparken ett par dagar tidigare.. 
Linderoth fick lämna som tränare för Mjällby maj 2015 och tillträdde sedan som tränare för Lörby damfotboll i december 2015. Han jobbar med MFF akademin i Fjälkinge sedan augusti 2016.

## Meriter
- Guldbollen 1976[8]
- Svenska cupen: 1977[4]
- 40 A-landskamper/2 mål (1972-1980)
- VM i fotboll: 1978 (3 matcher)